# Kościół św. Kazimierza w Krakowie (Garbary)
Kościół pod wezwaniem św. Kazimierza – kościół, który znajdował się niegdyś na podkrakowskich Garbarów, tuż za murami miejskimi Krakowa, u wylotu dzisiejszej ul. Kapucyńskiej. W jego miejscu wybudowano Zespół Szkół Ekonomicznych.

## Historia
Kościół istniał bardzo krótko. Zbudowany został dla reformatów, którym tereny pod budowę kompleksu klasztornego przekazała Krystyna Grochowska. W 1628 r. wykonano fundamenty pod kościół, ukończono go dzięki pomocy finansowej Zuzanny Amendównej w 1640 r. W klasztorze uruchomiono studium teologiczne, które jednak po kilku latach przeniesiono do Lwowa.
W 1655 r., zaledwie po kilkunastu latach istnienia, kościół został spalony wraz z okolicami z rozkazu dowództwa obrony Krakowa – podczas oblężenia miasta przez Szwedów w czasie potopu szwedzkiego. Po potopie kościoła już nie odbudowano, a reformaci zbudowali nową świątynię pod tym samym wezwaniem w obrębie murów miejskich. W tym ostatnim kościele znajduje się obraz przedstawiający Zuzannę Amendówną wraz z ufundowanym przez nią kościołem na Garbarach.